# 12032 Айворі
12032 Айворі (12032 Ivory) — астероїд головного поясу, відкритий 31 січня 1997 року.
Тіссеранів параметр щодо Юпітера — 3,520.
Названий на честь шотландського математика Джеймса Айворі